# 伦佐·米诺利
伦佐·米诺利（義大利語：Renzo Minoli，1904年5月6日—1965年4月18日），意大利男子击剑运动员。他曾获得1928年夏季奥运会男子重剑团体金牌和1932年夏季奥运会男子重剑团体银牌。